# Callyspongia australis
Callyspongia australis är en svampdjursart som först beskrevs av Lendenfeld 1887.  Callyspongia australis ingår i släktet Callyspongia och familjen Callyspongiidae. Inga underarter finns listade i Catalogue of Life.